# Hylaeus illinoisensis
Hylaeus illinoisensis là một loài Hymenoptera trong họ Colletidae. Loài này được Robertson mô tả khoa học năm 1896.